# Montaña del Totumo
Montaña del Totumo es un centro poblado colombiano ubicada en el departamento de Casanare, en el municipio de Paz de Ariporo.